# Billboard Music Award for Top Female Artist
Der Billboard Music Award for Top Female Artist (Billboard Music Awards für die beste Künstlerin) wird jährlich im Rahmen der Billboard Music Awards in den USA verliehen. Die erste Verleihung in dieser Kategorie fand 1990 unter dem Namen #1 Female Artist statt. 1992 fand keine Verleihung in dieser Kategorie statt. Von 1999 bis 2006 wurde die Kategorie Female Artist of the Year genannt. 2011 wurde die Kategorie in Top Female Artist umbenannt.

## Gewinner

### 1990er
- 1990: Janet Jackson[5]
- 1991: Mariah Carey[6]
- 1992: keine Verleihung[7]
- 1993: Whitney Houston[8]
- 1994: Mariah Carey
- 1995: TLC[9]
- 1996: Alanis Morissette[10]
- 1997: LeAnn Rimes[11]
- 1998: Shania Twain
- 1999: Britney Spears

### 2000er
- 2000: Christina Aguilera
- 2001: Destiny’s Child
- 2002: Ashanti
- 2003: nicht vergeben
- 2004: Alicia Keys
- 2005: nicht vergeben
- 2006: Rihanna
- 2007–2009: keine Verleihung

### 2010er
- 2010: keine Verleihung
- 2011: Rihanna
- 2012: Adele
- 2013: Taylor Swift
- 2014: Katy Perry
- 2015: Taylor Swift
- 2016: Adele
- 2017: Beyoncé
- 2018: Taylor Swift
- 2019: Ariana Grande

### 2020er
- 2020: Billie Eilish
- 2021: Taylor Swift
- 2022: Olivia Rodrigo